# Горшеньов Олексій Юрійович
 Олексі́й Ю́рійович Горшеньо́в (нар. 3 жовтня 1975, Біробіджан, СРСР) — російський поет, композитор, співак, лідер гурту «Кукрыниксы». Молодший брат вокаліста гурту «Король и Шут» Михайла Горшеньова.
Неодноразово виступав в окупованому Криму, зокрема після початку повномасштабного вторгнення Росії в Україну, через що є фігурантом бази Миротворець. Горшеньов і гурт "Горшенев" беруть участь у про-воєнних фестивалях.

## Біографія
Його мати була вчителькою, а батько військовим, тому сім'я була змушена часто подорожувати з міста в місто. Ще з дитинства Горшеньов усвідомлював, що хоче писати музику. Пізніше, після закінчення коледжу «Станкоэлектрон», Олексій закріпився в складі гурту «Король и Шут» як барабанщик.
|  | «Я завжди ловив себе на думці, що мені завжди хочеться писати музику. Ось я сиджу тут і дай мені зараз якийсь музичний інструмент, наприклад, гітару, я б зараз що-небудь накидав, уривки. Мелодії даються мені в принципі легко. Музика пре, з текстами трохи важче. Тут потрібна концептуальність, тут потрібно думати, потрібно давити. Я ж іще й оповідання пишу, тому для мене є ще й інший вихід з цієї ситуації, тобто накопичилась в голові якась інформація, її треба кудись дівати. Головне, щоб ця інформація була правильна, цікава та більш-менш чесна. Можуть бути музикою й мої оповідання — для кого як». Оригінальний текст (рос.) [«Я всегда ловил себя на мысли, что мне всегда хочется писать музыку. Вот я сижу здесь и дай мне сейчас какой-нибудь музыкальный инструмент, допустим, гитару, я бы сейчас что-нибудь накидал, какие-то отрывки. Мелодии даются мне в принципе легко. Музыка прет, с текстами немножко посложнее. Здесь нужна концептуальность, здесь нужно думать, нужно давить. Я же еще и рассказы пишу, поэтому для меня есть еще и иной выход из этой ситуации, то есть накопилась в голове какая-то информация, ее нужно куда-то девать. Главное, чтобы эта информация была правильная, интересная и более-менее честная. Могут быть музыкой и мои рассказы — это для кого как»] Помилка: {{Lang}}: текст вже має курсивний шрифт (допомога) |

З «Короля и Шута» Олексій пішов в армію, а коли повернувся, організував свій власний проєкт, який і досі існує як «Кукрыниксы».
|  | «У мене завжди була мрія робити щось своє, особисте, цікаве. Я навіть нормально не вмів на гітарі грати. У нас з Мішою була спільна гітара, між нашими ліжками стояла. Я сам брав і підбирав, вигадував акорди. Мене ніколи цьому ніхто не вчив, я робив це тому, що мені було просто цікаво». Оригінальний текст (рос.) [«У меня всегда была мечта делать что-то своё личное интересное. Я даже толком не умел на гитаре то играть. У нас с Михой была общая гитара, между нашими кроватями стоявшая. Я сам брал и подбирал, выдумывал аккорды. Меня никогда этому никто не учил, я делал это потому, что мне было просто интересно».] Помилка: {{Lang}}: текст вже має курсивний шрифт (допомога) |

Олексій — автор всієї музики та всіх текстів гурту. У піснях він в основному торкається тем депресії, душевної боротьби та кохання.

## Про себе
- Освіта: Коледж «Станкоэлектрон»
- Ідея: Альтруїзм не на шкоду собі
- Творчість: Музичні твори, проза
- Улюблена музика: Depeche Mode, деякі радянські композитори, Bad Religion, Alphaville, ABBA, The Pogues, Rondo Veneziano, A-ha
- Улюблена література: Роберт Шеклі, Річард Бах, Василь Шукшін, Михайло Веллер,
- Улюблене кіно: «Той самий Мюнхгаузен», «Пролітаючи над гніздом зозулі», «Кабельщик»
- Улюблений колір: Чорний, білий, синій

## Дискографія
- «Кукрыниксы» (1999)
- «Раскрашенная душа» (2002)
- «Столкновение» (2004)
- «Фаворит Солнца» (2004)
- «Шаман» (2006)
- «XXX» (2007)
- «Last resort» (2010) - K republic
- «Всадники Света» (2010)
- «All those things i left behind» (2010) - K republic

## Пісні інших виконавців, за участю Олексія
- «Анаис» — з гуртом Total Twisted Tomato
- «За горизонт» — з гуртом Mallory
- «Корабли» — з гуртами Бригадный Подряд та Пилот
- «Маленький пригородный вальс» — з гуртами Бригадный Подряд, Пилот, Кирпичи, Джан ку
- «Новогодняя» — з гуртами Бригадный Подряд, Декабрь
- «По тротуарам» — з гуртом Лица
- «Попса» — проєкт гурту «Рок-группа», в якому взяли участь Юрій Шевчук, Михайло Горшеньов, Андрій Князєв, Ілля Чорт, Олександр Чернецький
- «Раны Земли» — з гуртом Декабрь
- «Сердце стучит»- з гуртом Красавица и Чудовище
- «Ты для меня» — з Євгенією Рибаковою
- «Боль»-з Андрієм Князєвим